# 寛保二年江戸洪水
寛保二年江戸洪水（かんぽうにねんえどこうずい）は、1742年（寛保2年）の旧暦7月から8月にかけて日本本州中央部を襲った大水害「寛保の洪水・高潮」で江戸が被った被害である。

## 経過

### 洪水前
1742年8月28日（寛保2年旧暦7月28日）頃より台風によるものとみられる暴風雨が畿内を襲い、関東でもこの日以後雨が降り始めた。翌々日の8月1日の夜に入ると江戸では最初は雨とともに北東の激しい風が吹き始めていたが、夜四ッ時ころから激しい南風に変わり激しい荒に見舞われた（『続むさしあぶみ』）。

### 災害

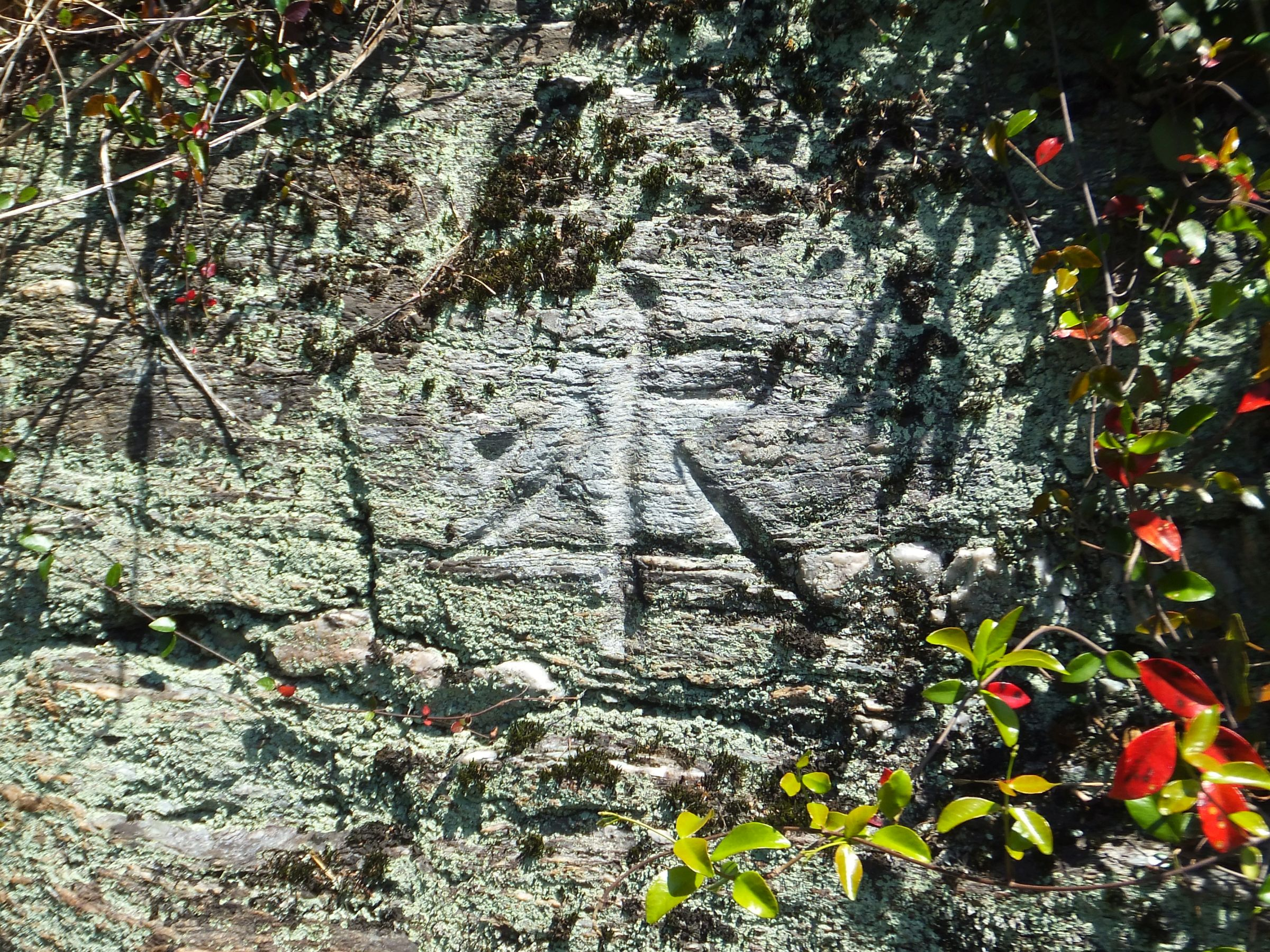
寛保洪水位磨崖標（埼玉県秩父郡長瀞町）

更にこの風が江戸湾からの高潮を隅田川・荒川などに呼び込み、その結果、翌2日明け方七ッ時頃から水位が上昇し、満潮と重なった六ッ時には場所によっては平常水位よりも8・9尺も上昇して江戸の下町を汐水が襲った。とは言え、この時の水の勢いは激しくなく五ッ時には潮が引き始めるとともに水位が下降していった。
ところが同じ頃、利根川や荒川、多摩川の上流域で発生した大洪水の水が下流の江戸方面に流れ始め、特に堤防が破壊された利根川の水流は関宿城を押し流した後に江戸下町方向に向かい、8月3日（1742年9月1日）夜には水が引き始めて安堵していた江戸下町を直撃した。水位の上昇は8月7日まで続き、この間に本所・浅草・下谷一帯だけで900名以上の溺死者が出た。町奉行石河政朝の報告によれば、本所では街中での水位が5尺、多い場所では7尺に達し、軒まで水没した家屋が続出した。また、両国橋・新大橋・永代橋など多くの橋が押し流された。ところが減水しはじめた8月8日に再度の暴風雨が江戸を襲って却って水位が上昇し、浅草・下谷では遂に水位が1丈に達し（『徳川実紀』）、水が引くまでに更なる日数を要したという。
こうした事態を憂慮した幕府は船をかき集めて川と街路の区別が付かなくなった下町へと派遣して、流されている人や屋根や樹木の上で震える人を救出し、更に被災者に粥や飯を支給した。記録によれば、食料の支給を受けた人数は8月6日で6000人分、被害のピークであった8日には1万人分、水が引いて支給を昼のみに限定した16日でも7000人分を要した。また、被害の少なかった江戸の有力町人の中には独自に炊出しを行ったりした者もいた。幕府は安濃津・備前・長州・肥後などの被害の少なかった西国諸藩10藩に命じて利根川・荒川などの堤防や用水路の復旧に当たらせて事態の収拾を図った。

### 西国大名の手伝い普請
10月6日、幕閣の老中松平乗邑、同松平信祝、同本多忠良らの採決により、西国の10の大名が手伝い普請を命じられた。大名の手伝い普請の場合、幕府が必要な材木、坑木、鉄物などの供給を負担し、命を受けた大名が普請人足費、竹材木の伐採費、運賃、などを負担した。各藩は家老級の重臣を惣奉行にたて、家臣団を被害現場の復旧に出した。
- 肥後・熊本藩 藩主 細川宗孝 普請場所 江戸川 庄内古川 古利根川 中川 横川 綾瀬川
- 長門・萩藩 藩主 毛利宗広 普請場所 上利根川右岸
- 伊勢・津藩 藩主 藤堂高豊 普請場所 権現堂川 思川 赤堀川 鬼怒川 栗橋関所前
- 備前・岡山藩 藩主 池田継政 普請場所 上利根川左岸 烏川 神流川 渡良瀬川
- 備後・福山藩 藩主 阿部正福 普請場所 下利根川
- 但馬・出石藩 藩主 仙石政辰 普請場所 小貝川
- 越前・鯖江藩 藩主 間部詮方 普請場所 新利根川
- 讃岐・丸亀藩 藩主 京極高矩 普請場所 荒川 芝川 星川 元荒川
- 日向・飫肥藩 藩主 伊東祐之 普請場所 荒川
- 豊後・臼杵藩 藩主 稲葉泰通 普請場所 荒川

幕府は江戸在府中であった岡山、津、鯖江、出石、飫肥、臼杵藩の藩主には直接登城することを命じ、他の藩には奉書を送った。
熊本藩の場合、10月21日熊本に幕府老中捧書が届けられた。物頭兼普請奉行長谷川主水は命令を受け、大坂で資金調達をしたため、他藩士より遅れて江戸に着いた。12月7日普請開始。現場作業や小屋に関しては、江戸の町人や名主などの有力農民に請負をさせた。翌年4月30日、熊本藩重臣は老中の私邸に出かけ、普請が4月29日に完了したことを届け、翌5月1日は同様に江戸城に届けたが、咎めの言葉も労いの言葉もなかった。熊本藩の総出費は12万7280両であった。幕府からの褒賞はあったが、その額は他の小藩よりも少なかった。熊本藩からの幕府にたいする贈り物は、役人の役得とされるが、一部の者は受領を拒んでいる。理由はわからない。熊本藩は支払った金額から考えると、請負人を建てた方が安いと判断したが、商魂に武士道はかなわなかったと高崎は述べている。

### その他
諸記録から台風と見られる雨雲は江戸の西方から北東に進んで、関東と信州に記録的な大雨をもたらしたと推定されている。